# Região de Inuvik
Regiõa de Inuvik é uma região administrativa dos Territórios do Noroeste, Canadá. A região consiste em 8 povoados. Sua população é de 9.192 habitantes e sua área é de 522.215,2 km². Foi criado nos anos 1970 a partir do decreto do governo do território, estendendo-se entre os distritos de Mackenzie e Franklin